# Гюнтер, Матиас
Матиас Гюнтер — немецкий математик, специалист по дифференциальным уравнениями в частных производных, профессор Лейпцигского университета.

## Биография
В 1972 году Гюнтер выиграл бронзовую медаль на Международной математической олимпиаде.
Защитил диссертацию в 1983 году в Лейпцигском университете под руководством Эберхарда Цейдлера. 
В 1992 году стал профессором в Лейпциге.
С 1999 по 2002 год он был директором Математического института и деканом факультета математики и информатики.

## Вклад
В 1989 году он существенно упростил доказательство теоремы Нэша о регулярных вложениях.

## Признание
- Приглашённый докладчик на Международном конгрессе математиков 1990 года в Киото.

- Входит в консультативный совет Фонда Тойбнера[нем.].